# Pavel Palkovsky
Pavel Palkovsky (født 18. december 1939 i Zlín, Tjekkiet) er en tjekkisk komponist og pianist.
Palkovsky studerede komposition og klaver på Musikkonservatoriet i Brno hos Theodor Schaefer, og på Janacek Akademiet for musik og scenekunst (en) hos Jan Kapr i samme by. Han har skrevet 2 symfonier, orkesterværker, kammermusik, suiter, sonater etc.

## Udvalgte værker
- Symfoni nr. 1 (1961) - for orkester
- Symfoni nr. 2 (1968-1969) - for klaver og orkester